# Přemysl Mališ
Přemysl Mališ (* 28. ledna 1980) je český politik a projektový manažer, v letech 2017 až 2021 poslanec Poslanecké sněmovny PČR, v letech 2016 až 2020 zastupitel Středočeského kraje, v letech 2014 až 2018 zastupitel města Černošice, člen hnutí ANO 2011.

## Život
V letech 1995 až 1999 vystudoval obor pozemní stavby na SPŠ stavební Josefa Gočára v Praze. Od dubna 2003 pracuje jako stavbyvedoucí a projektový manažer u společnosti SWIETELSKY stavební, zaměřuje se na vedení realizace výstavby průmyslových hal a občanských budov.
Přemysl Mališ žije ve městě Černošice v okrese Praha-západ.

## Politické působení
Je členem hnutí ANO 2011, ve kterém předsedá Oblastní organizaci Praha-západ. V komunálních volbách v roce 2014 byl za hnutí ANO 2011 zvolen zastupitelem města Černošice, a to z pozice lídra kandidátky. Dále zastával pozice člena Kontrolního výboru a Výboru pro územní plánování. Ve volbách v roce 2018 již nekandidoval.
V krajských volbách v roce 2016 byl za hnutí ANO 2011 zvolen zastupitelem Středočeského kraje. Působil jako místopředseda Kontrolního výboru a člen Výboru pro dopravu. Ve volbách v roce 2020 již nekandidoval.
Ve volbách do Poslanecké sněmovny PČR v roce 2013 kandidoval za hnutí ANO 2011 ve Středočeském kraji, ale z 22. místa kandidátky neuspěl. Podařilo se mu to až ve volbách v roce 2017, když byl za hnutí ANO 2011 zvolen poslancem ve Středočeském kraji, a to z devátého místa kandidátky.
V červnu 2019 se zúčastnil představení nového hnutí Trikolóra poslance Václava Klause mladšího. Na konci června 2019 nepodpořil druhou vládu Andreje Babiše při hlasování o vyslovení nedůvěry této vládě, které vyvolaly opoziční strany (před hlasováním odešel ze sálu). Objevily se tak spekulace, že hodlá hnutí ANO 2011 opustit a vstoupit právě do hnutí Trikolóra.
Ve volbách do Poslanecké sněmovny PČR v roce 2021 již nekandidoval.